# 法爾默
法爾默（英語：Falmer）是位于英國東薩塞克斯郡劉易斯區的一個小村，距離布萊頓不遠。A27號公路將其分爲南北兩部分，教區教堂聖勞倫斯教堂位于南部。薩塞克斯大學和布萊頓大學位于村莊附近，2013年東薩薩克斯郡議會在這裡建造了檔案館“The Keep”。英國國鐵法尔默站服務此區域。

## 外部連接
维基共享资源上的相關多媒體資源：法爾默